# 伊久姆河
伊久姆河是俄羅斯的河流，屬於阿爾加馬河的右支流，位於薩哈共和國和哈巴羅夫斯克邊疆區，河道全長317公里，流域面積約9,710平方公里，發源自外興安嶺。